# Isaak Michajlovič Menaker
Isaak Michajlovič Menaker (San Pietroburgo, 17 gennaio 1905 – Leningrado, 12 aprile 1978) è stato un regista cinematografico sovietico.

## Filmografia (parziale)

### Regista
- Devočka i krokodil (1956)
- Tret'ja molodost' (1965)